# Taiwan i olympiska vinterspelen 1998
Taiwan deltog i olympiska vinterspelen 1998 under namnet Kinesiska Taipei efter en namnkonflikt med Kina. Taiwans trupp bestod av 7 idrottare varav 6 var män och 1 var kvinna. Taiwans yngsta deltagare var Lee Yi-Fang (21 år och 53 dagar) och den äldsta var Sun Kuang-Ming (37 år och 46 dagar).

## Resultat

### Bob
- Två-manna
  - Sun Kuang-Ming och Cheng Jin-Shan - 34

- Fyra-manna
  - Sun Kuang-Ming, Duh Maw-Sheng, Chang Mau-San och Cheng Jin-Shan - 26

### Konståkning
- Singel herrar
  - David Liu - ?

### Rodel
- Singel herrar
  - Hsieh Hsiang-Chun - 30
- Singel damer
  - Lee Yi-Fang - 29